# Theater Ueno
Theater Ueno (jap. シアター上野 Shiatā Ueno) – japoński teatr ze striptizem zlokalizowany w dzielnicy handlowej Ueno w okręgu Taitō, otwarty we wrześniu 1995 roku, posiada około 30 miejsc siedzących.